# Плапп, Лукас
Лукас Плапп (англ. Lucas Plapp; род. 25 декабря 2000, Мельбурн) — австралийский шоссейный и трековый велогонщик.

## Карьера
Начал кататься на велосипеде в возрасте 12 лет. Учился в спортивной академии Марибирнонг в Мельбурне.
В 2018 и 2019 году стал чемпионом и призёром Океании и Австралии по трековому велоспорту в индивидуальной и командной гонках среди элиты. А также серебряным призёром чемпионата мира по шоссейному велоспорту 2018 года в индивидуальной гонке среди юниоров.
В феврале 2021 года стал чемпионом Австралии в индивидуальной гонке. В августе был включён в состав сборной Новой Зеландии на летних Олимпийских играх в Токио. На них вместе с Сэмом Уэлсфордом, Ли Ховардом, Александром Портером и Келландом О’Брайеном выступил в командной гонке преследования по итогам которой завоевал бронзовую медаль.
Осенью 2021 года стал стажёром в команде категории UCI WorldTeam Ineos Grenadiers, а с 2022 года подписал с ней полноценный контракт на три года. Завоевал серебряную медаль чемпионате мира в индивидуальной гонке среди андеров.
В январе 2022 года стал чемпионом Австралии в групповой гонке. Летом на Игры Содружества проходивших в Бирмингеме (Англия) стал третьим в командной гонке преследования. Затем выступил на своём первом гранд-туре — испанской Вуэльта Испании. Осенью стал третьим на домашнем чемпионате мира в смешанной эстафете.
В январе 2023 года защитил свой титул чемпиона Австралии в групповой гонке.

## Достижения

### Шоссе
2018
 Чемпион Океании — индивидуальная гонка U19
 Чемпион Австралии — индивидуальная гонка U19
 Чемпионат мира — индивидуальная гонка U19
2019
4-й этап на Tour des Tropiques
5-й этап (TTT) на Тур Большого Южного Побережья
2-й на Чемпионат Австралии — индивидуальная гонка U23
2020
 Чемпион Австралии — индивидуальная гонка U23
2021
 Чемпион Австралии — индивидуальная гонка
Santos Festival of Cycling
2-й в генеральной классификации
2-й этап
 Чемпионат мира — индивидуальная гонка U23
2022
 Чемпион Австралии — групповая гонка
1-й этап Тур Брайта
 Чемпионат мира — смешанная эстафета
3-й на Тур Норвегии
9-й на Тур Романдии
2023
 Чемпион Австралии — групповая гонка

### Трек
2018
 Чемпион Австралии — командная гонка преследования
 Чемпионат Океании — индивидуальная гонка преследования
 Чемпион мира — гонка по очкам U19
 Чемпион мира — мэдисон U19
 Чемпионат мира — командная гонка преследования U19
2019
 Чемпион Австралии — индивидуальная гонка преследования
 Чемпион Океании — командная гонка преследования
2021
 Олимпийские игры — командная гонка преследования
2022
 Игры Содружества — командная гонка преследования

## Статистика выступления наГранд-турах
| Гонка / Год     | 2022 |
| --------------- | ---- |
| Джиро д'Италия  | —    |
| Тур де Франс    | —    |
| Вуэльта Испании | 95   |

## Рейтинги
| Год                 | 2019   | 2020  | 2021  | 2022  | 2023  | 2024  |
| ------------------- | ------ | ----- | ----- | ----- | ----- | ----- |
| Мировой рейтинг UCI | 1634-й | 841-й | 446-й | 151-й | 202-й | 145-й |
| Океанский тур UCI   | 82-й   | 44-й  | 23-й  | 8-й   | 14-й  | 10-й  |
|                     |        |       |       |       |       |       |
| Источник: UCI       |        |       |       |       |       |       |